# Eugeniusz Zwierzchowski
Eugeniusz Zwierzchowski (ur. 10 lipca 1929, zm. 15 marca 2018 w Katowicach) – polski konstytucjonalista, profesor zwyczajny nauk prawnych, profesor zwyczajny Uniwersytetu Śląskiego w Katowicach i Uniwersytetu w Białymstoku, prorektor Uniwersytetu Śląskiego, dziekan Wydziału Prawa i Administracji UŚl.
Syn Antoniego i Kazimiery.

## Wykształcenie
W 1956 ukończył studia prawnicze na Wydziale Prawa Uniwersytetu Jagiellońskiego w Krakowie, gdzie następnie otrzymał asystenturę w Katedrze Prawa Państwowego UJ, kierowanej przez profesora Konstantego Grzybowskiego. W 1966 uzyskał w Uniwersytecie Jagiellońskim stopień doktora nauk prawnych na podstawie rozprawy pt. Stanowisko głowy państwa w polskich projektach konstytucyjnych lat 1928–1935, napisanej pod kierunkiem profesora Witolda Zakrzewskiego. W 1971 został powołany na stanowisko docenta, zaś w 1972 na podstawie rozprawy Prawonoustrojowe stanowisko kanclerza NRF uzyskał stopień doktora habilitowanego nauk prawnych. Tytuł profesora nauk prawnych otrzymał w 1986. Stanowisko profesora zwyczajnego objął w 1994. W 1999 w 70. urodziny profesora Eugeniusza Zwierzchowskiego została wydana na jego cześć księga jubileuszowa pt. W kręgu zagadnień konstytucyjnych. Profesorowi Eugeniuszowi Zwierzchowskiemu w darze (Katowice 1999), przygotowana pod redakcją profesora Marcina Kudeja.

## Praca dydaktyczna
W latach 1956–1968 był zatrudniony na Wydziale Prawa Uniwersytetu Jagiellońskiego. W 1968 przeszedł do pracy w nowo powstałym Uniwersytecie Śląskim w Katowicach, gdzie został kierownikiem Katedry Prawa Konstytucyjnego Wydziału Prawa i Administracji. W latach 70. pełnił funkcję dziekana WPiA UŚ oraz dwukrotnie prorektora UŚ. W 1987 równocześnie z pracą w Katowicach podjął zatrudnienie w Filii Uniwersytetu Warszawskiego w Białymstoku, gdzie przez wiele lat w ramach powstałego w 1990 r. Wydziału Prawa Uniwersytetu w Białymstoku kierował Katedrą Prawa Konstytucyjnego. Zasiadał również w Komitecie Nauk Prawnych Polskiej Akademii Nauk oraz w Radzie Legislacyjnej przy Prezesie Rady Ministrów.
Pod jego kierunkiem stopień naukowy doktora uzyskało 10 osób, w tym Ryszard M. Małajny (1978), Anna Łabno (1984), Andrzej Bisztyga (1996), Jarosław Matwiejuk (1999), Krzysztof Prokop (2003), Michał Bożek (2005), Tomasz Miłkowski (2010).

## Zainteresowania naukowe
W kręgu badań profesora Eugeniusza Zwierzchowskiego znalazły się początkowo zagadnienia prawa konstytucyjnego II Rzeczypospolitej oraz pozycji prawnej kanclerza Republiki Federalnej Niemiec. W latach 80. do problematyki konstytucjonalizmu niemieckiego dołączyły zainteresowania dotyczące sądownictwa konstytucyjnego. W późniejszym okresie zakres badań został rozszerzony na kwestie organizacji i funkcji współczesnego parlamentaryzmu.

## Śmierć i pochówek
Zmarł 15 marca 2018. Pogrzeb odbył się 19 marca 2018 na cmentarzu parafialnym w Sosnowcu Pogoni.

## Ważniejsze publikacje naukowe
- Prawnoustrojowe stanowisko kanclerza NRF, Katowice 1972.
- Radzieckie doświadczenia w zakresie form ustrojowych, Katowice 1972.
- Polityczny proces kształtowania ustroju Polski Ludowej 1944–1952, Katowice 1981.
- Kontrola konstytucyjności aktów ustawodawczych, Katowice 1982.
- Najnowsze źródła do nauki prawa konstytucyjnego. Zbiór aktów normatywnych (red. naukowy), Katowice 1992.
- Wprowadzenie do nauki prawa konstytucyjnego państw demokratycznych, Katowice 1992.
- Postępowanie ustawodawcze (red. naukowy), Warszawa 1993.
- Sądownictwo konstytucyjne, Białystok 1994.
- Izby drugie parlamentu (red. naukowy), Białystok 1996.
- Konstytucyjna regulacja ustroju społeczno-gospodarczego i finansów publicznych. Materiały XXXVII Sesji Katedr i Zakładów Prawa Konstytucyjnego (Białowieża, 8–10 czerwca 1995 roku) (red. naukowy wspólnie z Grzegorzem Kryszeniem), Białystok 1996.
- Prawo i kontrola jego zgodności z konstytucją (red. naukowy), Warszawa 1997.
- Europejskie trybunały konstytucyjne. Zarys rozwiązań ustrojowych, Katowice 1999.
- Opozycja parlamentarna (red. naukowy), Warszawa 2000.
- Podstawowe pojęcia pierwszego rozdziału Konstytucji RP. Materiały Ogólnopolskiej Sesji Katedr i Zakładów Prawa Konstytucyjnego (Wisła, 3–5 czerwca 1999 roku) (red. naukowy wspólnie z Maciejem Mączyńskim), Katowice 2000.
- Księga pamiątkowa profesora Marcina Kudeja (red. naukowy wspólnie z Anną Łabno), Katowice 2009.

W 1997 otrzymał Krzyż Komandorski Orderu Odrodzenia Polski.